# Kašmírské údolí
Kašmírské údolí (anglicky Vale of Kashmir, urdsky وادئ کشمیر, Vādī Kašmīr) je rozlehlé údolí protékané řekou Džihlam. Leží v západní části Himálaje v Indii. Je protáhlého tvaru od severozápadu k jihovýchodu. Na délku měří kolem 135 km a na šířku má kolem 32 km. Je obklopeno horskými hřbety o nadmořské výšce 3600–4800 metrů. Na jihu a jihozápadě je údolí odděleno od paňdžábských nížin pohořím Pír Pandžál. Za hradbou relativně nižších hřbetů se na východě zdvíhá masiv Nun Kun (110 km od Šrínagaru).
V údolí jsou větší jezera: v severní části Wular, u Šrínagaru Dal. Průměrná teplota v lednu je −1 °C, zatímco v červenci 22–23 °C.
Údolí je hustě zalidněno: přes 3,5 mil. obyvatel k roku 1991, zhruba 229 obyvatel na km². V údolí leží hlavní město Kašmíru Šrínagar.